# Sagrado Corazón de Cristo Rey (título cardenalicio)
El título cardenalicio de Sagrado Corazón de Cristo Rey fue creado por el Papa Pablo VI el 5 de febrero de 1965 con la constitución apostólica Sacrum Cardinalium Collegium.

## Titulares
- Dino Staffa, título pro illa vice (29 de junio de 1967 - 24 de mayo de 1976)
- Bernardin Gantin (27 de junio de 1977 - 25 de junio de 1984); título pro illa vice (25 de junio de 1984 - 29 de septiembre de 1986)
- Jacques-Paul Martin (28 de junio de 1988 - 27 de septiembre de 1992)
- Carlo Furno (26 de noviembre de 1994 - 24 de febrero de 2005); título pro illa vice (24 de febrero de 2005 - 10 de mayo de 2006)
- Stanisław Ryłko (24 de noviembre de 2007 - 19 de mayo de 2018); título pro hac vice (19 de mayo de 2018)